# Scott Lipsky
Scott Lipsky (* 14. srpna 1981 Merrick, New York) je americký profesionální tenista aktivní od roku 2003, specialista na čtyřhru. K červenci 2011 vyhrál šest turnajů okruhu ATP ve čtyřhře. Na deblovém žebříčku ATP byl nejvýše postaven 4. července 2011 na 26. místě. Spolu s Australankou Casey Dellacquovou vyhráli smíšenou čtyřhru na French Open 2011.
Na americkém juniorském žebříčku v singlu byl jedničkou v roce 1995, v deblu pak tři roky v řadě mezi lety 1995–1997.

## Soukromý život
Matka Gail Lipsky je psycholožka, otec Marc Lipsky zemřel náhle v roce 2001. Děd Jack Sherry byl druhým hráčem světového žebříčku ve stolním tenise. Scott Lipsky je Žid.
Během středoškolských studií na John F. Kennedy High School v newyorském Bellmore, ztratil za Cougars na tenisových dvorcích pouze jediné utkání. Maturoval v roce 1999.
V červenci 2010 se oženil se snoubenkou Marií. K roku 2011 rodina žila v kalifornském Huntington Beach.

## Finále na Grand Slamech

### Smíšená čtyřhra (1)

#### Vítěz (1)
| Rok  | Turnaj      | Spoluhráčka       | Finalisté                         | Výsledek              |
| 2011 | French Open | Casey Dellacquová | Katarina Srebotnik Nenad Zimonjić | 7–6(8–6), 4–6, [10–7] |

## Finálové účasti na turnajích ATP

### Čtyřhra – výhry (6)
| Legend (Doubles)                                       |
| Grand Slam (0)                                         |
| Tennis Masters Cup / ATP World Tour Finals (0)         |
| ATP Masters Series / ATP World Tour Masters 1000 (0)   |
| ATP International Series Gold / ATP World Tour 500 (1) |
| ATP Tour / ATP World Tour 250 (5)                      |

| Č. | Datum             | Turnaj               | Povrch    | Partner           | Soupeři ve finále              | Výsledek               |
| 1. | 24. únor 2008     | San José, USA        | tvrdý     | David Martin      | Bob Bryan Mike Bryan           | 7-64, 7-5              |
| 2. | 3. květen 2009    | Estoril, Portugalsko | antuka    | Eric Butorac      | Martin Damm Robert Lindstedt   | 6-3, 6-2               |
| 3. | 19. července 2010 | Atlanta, USA         | tvrdý     | Rajeev Ram        | Rohan Bopanna Kristof Vliegen  | 6–3, 6–7(4–7), [12–10] |
| 4. | 4. února 2011     | Delray Beach, USA    | tvrdý     | Rajeev Ram        | Christopher Kas Alexander Peya | 4–6, 6–4, [10–3]       |
| 5. | 13. února 2011    | San Jose, USA        | tvrdý (h) | Rajeev Ram        | Alejandro Falla Xavier Malisse | 6–4, 4–6, [10–8]       |
| 6. | 24. dubna 2011    | Barcelona, Španělsko | antuka    | Santiago González | Bob Bryan Mike Bryan           | 5–7, 6–2, [12–10]      |

### Čtyřhra - prohry (5)
| Legenda                                                  |
| ATP International Series / ATP World Tour 250 Series (5) |

| Č. | Datum             | Turnaj                | Povrch | Partner      | Vítězové                        | Výsledek       |
| 1. | 22. červenec 2007 | Los Angeles, USA      | tvrdý  | David Martin | Bob Bryan Mike Bryan            | 7-65, 6-2      |
| 2. | 4. květen 2008    | Mnichov, Německo      | antuka | David Martin | Rainer Schüttler Michael Berrer | 7-5, 3-6, 10-8 |
| 3. | 20. červenec 2008 | Indianapolis, USA     | tvrdý  | David Martin | Tripp Phillips Ashley Fisher    | 3-6, 6-3, 10-5 |
| 4. | 28. září 2008     | Bangkok, Thajsko      | tvrdý  | David Martin | Leander Paes Lukáš Dlouhý       | 6-4, 7-64      |
| 5. | 17. leden 2009    | Auckland, Nový Zéland | tvrdý  | Leander Paes | Martin Damm Robert Lindstedt    | 7-5, 6-4       |

## Postavení na žebříčku ATP na konci sezóny

### Dvouhra
| Rok    | 2002  | 2003   | 2004   | 2005   | 2006   | 2007   | 2008   |
| Pořadí | 1345. | ▲ 747. | ▲ 430. | ▲ 367. | ▼ 398. | ▼ 892. | ▼ 898. |

### Čtyřhra
| Rok    | 2000  | 2001    | 2002    | 2003   | 2004   | 2005   | 2006   | 2007  | 2008  |
| Pořadí | 1232. | ▲ 1163. | ▼ 1455. | ▲ 499. | ▲ 218. | ▲ 161. | ▲ 103. | ▲ 64. | ▲ 57. |